# Dağ Pazarı
Dağ Pazarı (oder Dağpazarı, ehemals Kestel) ist ein Ort in Kilikien in der heutigen Türkei und liegt 33 km nordöstlich von Mut und 48 km südöstlich von Karaman auf ca. 1400 m Höhe.
Der Ort liegt an der Stelle einer antiken Stadt, deren Name wahrscheinlich Koropissos war. In der Tabula Peutingeriana wird er als Coriopio an der Straße zwischen Iconium und Seleukia am Kalykadnos verzeichnet. Ihr Status als polis geht aus einer Inschrift aus der Zeit des Pertinax hervor. In der Spätantike war der Ort Sitz eines Bistums.
Nach drei Seiten hin ist der Ort durch die abfallenden Hänge zum Fluss Kavak Gözü hin geschützt, die Nordseite wird durch eine Stadtmauer gesichert. Innerhalb des Stadtgebietes sind Reste von Säulenstraßen, Häusern und Zisternen auszumachen.
Drei Kirchenbauten haben sich erhalten: Vor der Stadt liegt eine Grabkirche extra muros, in der Stadt eine schlecht erhaltene dreischiffige Basilika mit Baptisterium, vielleicht die Bischofskirche, sowie eine noch hoch aufrecht stehende Kuppelkirche mit Umgang.
Von Süden brachte ein Aquädukt Wasser in die Stadt. Im Norden liegen im flachen Gelände die Überreste eines Hippodroms.